# Melanormia velutina
Melanormia velutina är en svampart som beskrevs av Körb. 1865. Melanormia velutina ingår i släktet Melanormia, ordningen disksvampar, klassen Leotiomycetes, divisionen sporsäcksvampar och riket svampar.   Inga underarter finns listade i Catalogue of Life.